# Stage Fright
Stage Fright —en español: Miedo escénico— es el tercer álbum de estudio del grupo canadiense de rock The Band, publicado por la compañía discográfica Capitol Records en agosto de 1970. Grabado en el escenario del teatro Woodstock Playhouse en apenas un mes, Stage Fright muestra un punto de inflexión en la carrera de The Band al alejarse del característico sonido country rock de sus anteriores trabajos en favor de uno menos elaborado y cercano al rock and roll.
El álbum marcó también el comienzo de varios problemas, tanto de índole personal como profesional, que llevaron a la disolución de The Band al cabo de seis años, e incluyó las últimas canciones compuestas por Richard Manuel, debido al creciente deterioro de su salud a causa de su alcoholismo y drogadicción. Los problemas de Manuel y el creciente desinterés de Rick Danko y Levon Helm en el grupo llevaron a Robbie Robertson a tomar el liderazgo de facto como principal compositor, quien contrató a Todd Rundgren como ingeniero de sonido para dar un nuevo enfoque musical al grupo.
Aunque la crítica musical lo consideró un trabajo inferior a Music from Big Pink y The Band, Stage Fright se convirtió en el mayor éxito comercial del grupo al alcanzar el puesto cinco de la lista estadounidense Billboard 200 y el quince en la lista británica UK Albums Chart. Además, la RIAA lo certificó como disco de oro al superar el medio millón de copias vendidas en los Estados Unidos.

## Trasfondo
| «Después de la portada en Time, las cosas se volvieron un poco locas. Había un elemento de locos que venían buscándonos, gente que pensaba que nuestras canciones eran solo para ellos y que solo les hablábamos a ellos. Afortunadamente, la gente en Woodstock nos protegía. La policía nos llamaba "los chicos". Y sentíamos esa protección». —Rick Danko. |

Tras la publicación en 1969 de The Band, su segundo trabajo de estudio, el grupo salió de Woodstock para afrontar varios conciertos organizados por el promotor Bill Graham. Su debut bajo el nombre de The Band tuvo lugar el 17 de abril de 1969 en el Winterland Ballroom de San Francisco, pero los nervios tras varios años sin hacer una presentación en directo llevaron a suspender el concierto por problemas de salud de Robbie Robertson. Varios días después, ofrecieron un par de actuaciones en el mismo escenario con mejores resultados y comenzaron una gira que les llevó al Fillmore East de Manhattan y a festivales como el Toronto Pop Festival el 22 de junio, el Mississippi River Rock Festival de Edwardsville el 14 de julio, y el Festival de Woodstock el 17 de agosto, tocando entre Ten Years After y Johnny Winter. Diez días después, The Band tocó junto a Bob Dylan en el Festival de la Isla de Wight, en la que fue la primera aparición pública del músico estadounidense en tres años.
Después de un pequeño descanso, el grupo apareció el 2 de noviembre en el programa de televisión The Ed Sullivan Show tocando «Up on Cripple Creek», y emprendió una nueva gira de conciertos a través de los Estados Unidos, con una parada el 16 de noviembre en París, Francia. El grupo terminó el año con un concierto el 29 de diciembre en Hollywood.
Tras el éxito de crítica de Music from Big Pink, The Band fue portada de la revista Time el 12 de enero de 1970 bajo el titular: «El nuevo sonido del country rock». Sin embargo, el paso de tocar en clubes nocturnos a los grandes escenarios desestabilizó progresivamente la cohesión el grupo y jugó un papel importante en las relaciones con los vecinos de Woodstock, donde habían establecido su residencia para evitar a la prensa. Según comentó Robertson: «La gente te limpiaba el polvo cuando no estabas sucio».
Otro frente de batalla tuvo lugar tras la publicación de The Band y la acreditación de Robertson como principal compositor. Según relató Levon Helm en This Wheel's On Fire: «Yo veía a Richard Manuel como el compositor y cantante de The Band, y a Rick en un par de canciones, y suponía que tras el trabajo que hicimos en California y Nueva York, los créditos de The Band incluirían a Garth y a mí; especialmente a Garth, el alma y genio de nuestro grupo. De modo que cuando apareció el álbum, descubrí que yo estaba acreditado en «Jemima Surrender», y eso era todo. Richard era coescritor de tres canciones. Rick y Garth no aparecían. Robbie Robertson estaba acreditado en las doce canciones».
Las drogas también jugaron un papel considerable en el deterioro de las relaciones personales entre los miembros del grupo y en problemas psicológicos. Helm llegó a comentar al respecto: «La heroína estaba por todo Woodstock y por todo Nueva York. Siendo músico, no podías escapar de ella. La gente decía: "Te puedo conseguir algo de esto". Luego comencé a consumir heroína, y la experiencia duró al menos un par de años».
A pesar de las disputas con Robertson, Helm reconoció la importancia de su compañero como compositor y catalizador de fuerzas dentro de The Band, y culpó principalmente al representante Albert Grossman de dar demasiado crédito a Robertson como líder de un grupo en el que las responsabilidades eran a partes iguales. Debido al inicio de problemas internos en el grupo, el nivel de colaboración dentro de The Band fue menor, y el proceso creativo se vio severamente interrumpido. Bajo este contexto se grabó Stage Fright.

## Grabación

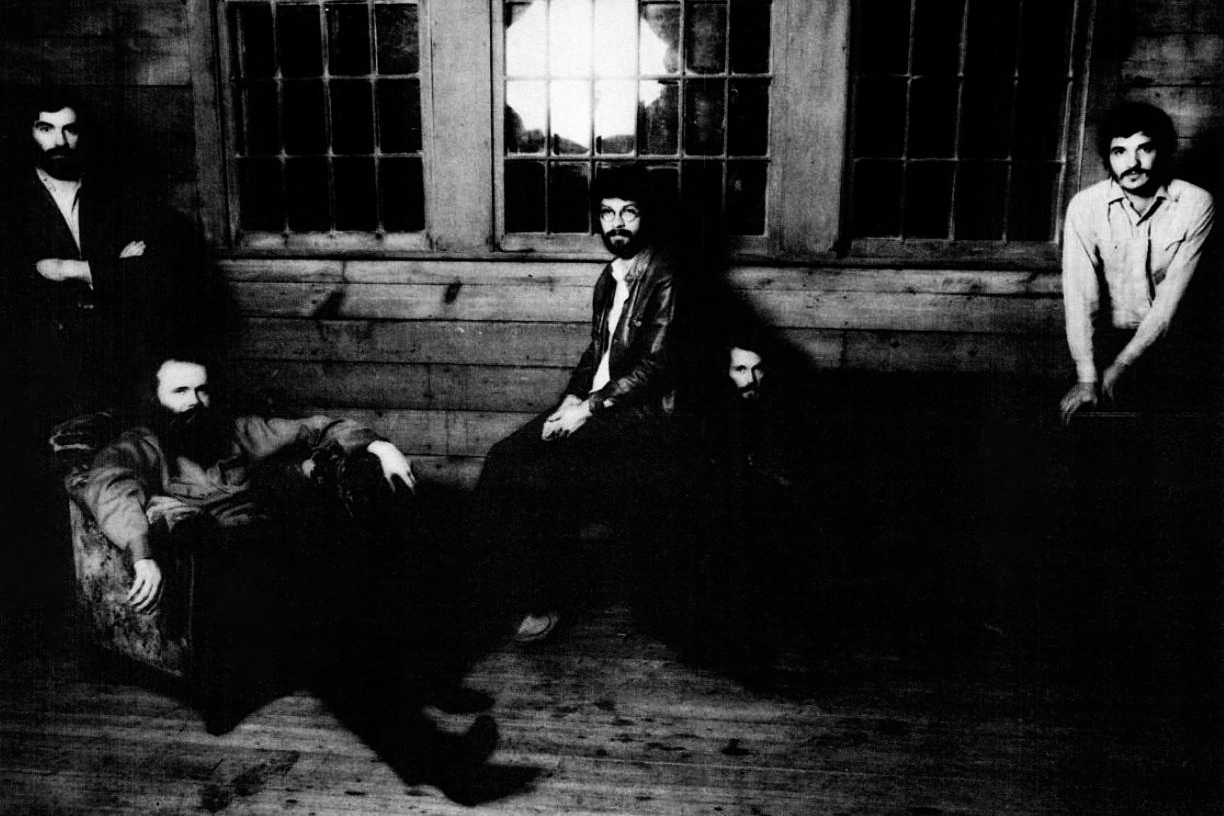
The Band durante la grabación de Stage Fright.

La grabación de Stage Fright en junio de 1970 fue rápida con el fin de ahorrar en los costes de producción. En un primer momento, la idea original del grupo era grabar un concierto en directo en el Woodstock Playhouse, un teatro de la ciudad. Al respecto, Robbie Robertson comentó: «Después del Festival de Woodstock sentimos que ya habíamos hecho algo. En la ciudad te soltaban de forma sutil que nosotros éramos los responsables de lo que estaba pasando en una pequeña colonia artística. Se convirtió en la ciudad pequeña más famosa del mundo y los únicos músicos que vivíamos ahí éramos The Band y Bob. El resto eran pintores o escritores. Para muchos, eso destrozó la calma de la ciudad. Lo entendí. De modo que pensamos: "Bien, hagamos un pequeño concierto y grabemos nuestro nuevo disco en directo como un gesto para nuestros vecinos, para nuestra gente"».
Cuando se extendió la noticia de un posible concierto de The Band, hubo más de 3 000 peticiones de entradas para un teatro con solo 600 butacas. Creyendo que el concierto podría traer a un mayor número de personas y crear una situación similar a la del Festival de Woodstock, las autoridades denegaron la posibilidad de ofrecer esa actuación.
Tras la prohibición de las autoridades, The Band usó el teatro vacío como estudio de grabación e instaló en la sala de mantenimiento el equipo que Capitol Records envió en un camión. Según Robertson: «Acabamos haciendo el disco en el Woodstock Playhouse sobre un escenario y frente a nadie. A veces hacíamos canciones con el telón abierto, y otras con el telón cerrado. Era como el espectáculo que nadie quería ver. Eso me hizo sentir más cercano a las cosas que estaba componiendo».
A pesar de la presencia de John Simon en Stage Fright, que participó previamente en la grabación de Music from Big Pink y The Band, el control que Robertson comenzó a ejercer sobre la dirección musical del grupo favoreció la entrada de Todd Rundgren, con quien Robertson trabajó anteriormente en el álbum debut de Jesse Winchester. Según Simon: «Yo no produje Stage Fright porque para entonces Robbie estaba aprendiendo a manejar el equipo de grabación y trajo a Rundgren, un ingeniero joven que conocía los nuevos sonidos. De modo que estaba en Woodstock mientras grababan y toqué en el álbum, por lo que me incluyeron en el apartado de agradecimientos especiales. Supe que no estaría en el siguiente disco».
Al finalizar la grabación, el grupo dejó varias cintas a Todd Rundgren para mezclarlas y mandó una copia a Glyn Johns, un productor musical que trabajó años antes con Led Zeppelin, The Beatles y The Rolling Stones. El primer trabajo de Johns no resultó del agrado del grupo, por lo que el productor viajó a los Island Studios de Londres para repetir las mezclas. Rundgren también realizó, por su parte, dos mezclas diferentes, entre el 25 y el 30 de junio y el 3 de julio. Al final, el grupo optó por las segundas mezclas de Johns en las canciones «The Shape I'm In», «All La Glory» y «The Rumor» y por las últimas de Rundgren para el resto de las canciones.

## Composición

### Música

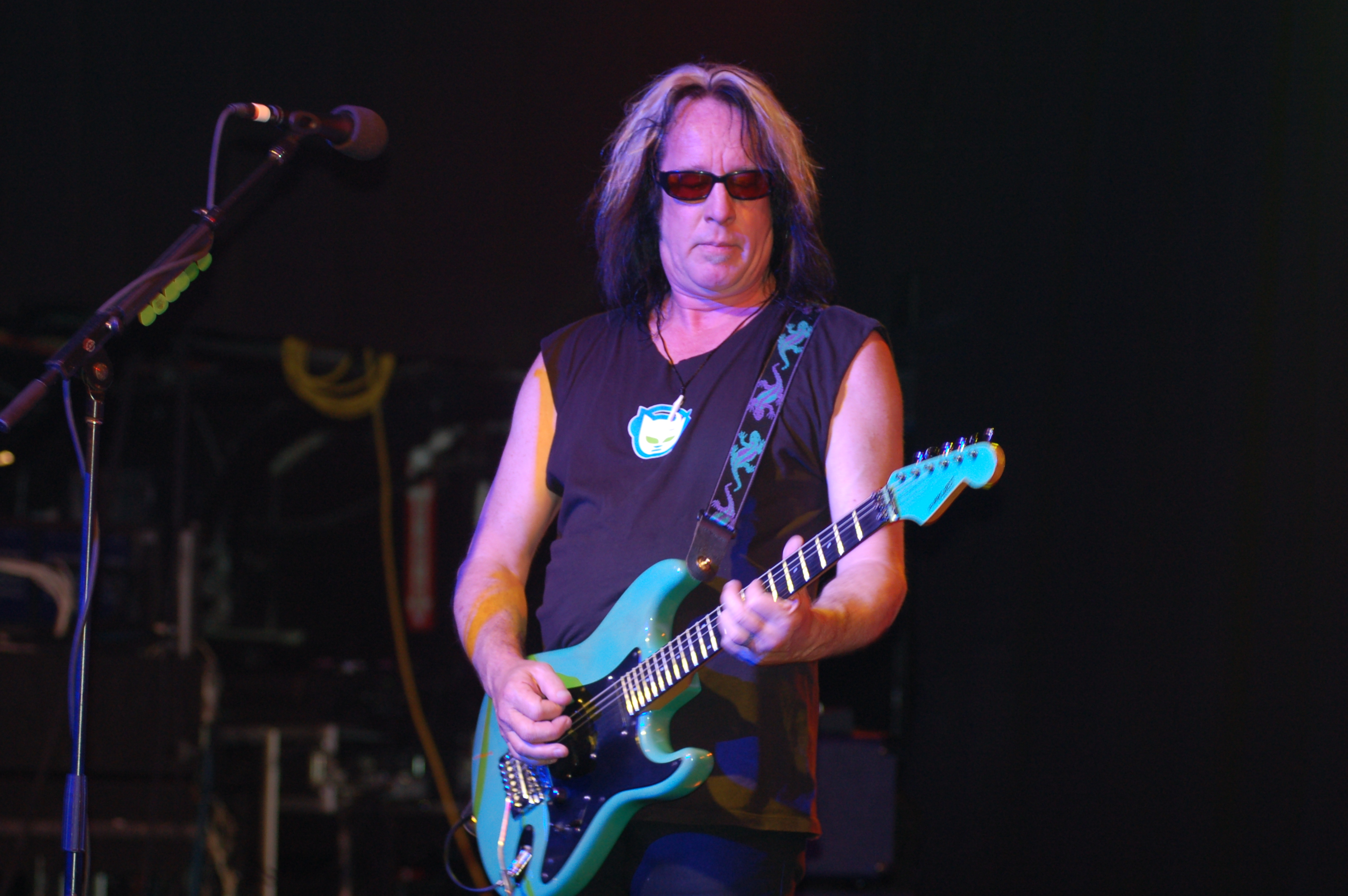
Todd Rundgren fue contratado por Robbie Robertson como ingeniero de producción, marcando una nueva dirección musical en The Band.

Robbie Robertson planteó la grabación de Stage Fright como un álbum menos minucioso y con un mayor enfoque hacia el rock and roll, situando a The Band en un nuevo camino musical lejos del country rock que definió sus dos primeros trabajos. Al respecto, Robertson comentó al periodista musical Rob Bowman: «Después de The Band, pensé que el asunto se estaba volviendo demasiado serio, de modo que me dije: "Vamos a pasarlo mejor y vamos a hacer un buen disco"».
El cambio en la producción, con la ausencia de John Simon y la entrada de Todd Rundgren como ingeniero de grabación, favoreció la adaptación de The Band a un nuevo rumbo musical, más improvisado y sencillo. Según Simon: «Con Big Pink íbamos al estudio, hacíamos lo mejor que sabíamos y era un éxito. Eso hizo a The Band más difícil. Stage Fright fue más sencillo».
Sin embargo, las relaciones entre The Band y Tundgren no fueron del todo positivas. La personalidad de Tundgren y su intento por mantener la sencillez a la hora de grabar, siguiendo las directrices de Robertson, no contó con la aprobación de buena parte del grupo, llegando incluso a producirse disputas entre Helm y Rundgren. A pesar de las dificultades, Rundgren mantuvo el ritmo del trabajo y consiguió grabar Stage Fright en dos semanas.
Además, la intención original de Robertson por crear canciones más sencillas quedó desplazada por canciones sombrías, reflejo de cambios internos en el grupo. Según comentó Helm: «Stage Fright es un álbum oscuro que refleja el estado psicológico del grupo. La canción «Stage Fright» trata sobre el pánico escénico, «The Shape I'm In» sobre desesperación, y «The Rumor» sobre paranoia». No obstante, la idea original de Robertson siguió adelante y el álbum consiguió capturar la inmediatez de las canciones al reducir considerablemente el tiempo de grabación, lo que dio una sensación de espontaneidad e improvisación a grabaciones como «Strawberry Wine» y «The W.S. Walcott Medicine Show», entre otras.

### Letras
La composición de Robbie Robertson también sufrió importantes cambios. Hasta la fecha, Robertson compuso historias de profunda inspiración surrealista, como en «The Weight», o bien narraciones históricas de corte tradicionalista, como en «The Night They Drove Old Dixie Down», creando con gran facilidad personajes ficticios que no ofrecían detalles sobre la vida personal de los miembros del grupo. Sin embargo, en Stage Fright profundizó en los temas autobiográficos. Al respecto, Robertson comentó: «Nunca me propuse algo como: «Déjame escribir una pequeña canción sobre lo que me pasó hoy». Siempre me gustó algo como: «Déjame contarte una historia en la que te revelaré cosas que nunca sabrás lo que significan». Me sentía más confortable con eso. Pero en Stage Fright de repente todo ese material comenzó a surgir sin que yo quisiese».
Uno de los resultados de la desmotivación general y de los problemas personales, especialmente debido al alcohol, fue el parón creativo de Richard Manuel, que dejó de componer, otorgando a Robertson el papel de principal compositor del grupo. Robertson comentó al respecto: «Hice de todo. Le supliqué, le rogué, le ofrecí ser compañero en el tema de la composición. Le saqué a la fuerza el tema de componer. Para mí era un difícil trabajo. Si no viene la inspiración, tienes que trabajar más, tienes que hacerla venir. Y Richard solía decir: «Lo estoy intentando». Y estoy seguro de que lo hacía».
En Stage Fright, Manuel fue acreditado como compositor en dos canciones, «Just Another Whistle Stop» y «Sleeping». La segunda es un ejemplo del modo en que Manuel solía componer elaboradas piezas al piano, en las que alternaba entre compases de 12/8 y de 3/4. Por otra parte, también se acreditó a Levon Helm como coautor de «Strawberry Wine». Según recuerda Robertson, Helm compuso la primera estrofa y el estribillo de la canción en Arkansas, mientras que el resto del trabajo fue conjunto.
Dos de las principales narraciones compuestas por Robertson para Stage Fright, siguiendo el estilo narrativo de canciones como «The Weight» y «The Night They Drove Old Dixie Down», fueron «Daniel and the Sacred Harp» y «W.S. Walcott Medicine Show». El periodista Rob Bowman describió la primera como una alegoría con connotaciones religiosas, en la que se relata el intento de vender el alma por música. En la canción, Helm hace el papel de narrador, mientras que Manuel interpreta el personaje de Daniel. Hudson introduce y cierra la canción con un órgano, mientras que Robertson toca la guitarra acústica y Danko toca el violín, modificando de este modo los instrumentos más frecuentes de cada músico. Por otra parte, «W.S. Walcott Medicine Show» parodia la vida de un trovador de espectáculos itinerantes del Sur, que el propio Helm pudo ver en su Arkansas natal, e incluye el primer solo de saxofón de Hudson en un disco.

## Recepción
Stage Fright fue publicado el 17 de agosto de 1970 y obtuvo reseñas positivas de la prensa musical, aunque con una menor unanimidad en relación con sus dos anteriores trabajos, Music from Big Pink y The Band. En su reseña del álbum, la revista musical Rolling Stone señaló a Levon Helm como el mejor batería de rock and roll y a Robbie Robertson como el mejor compositor del álbum. Por otra parte, la revista Time escribió una buena crítica del álbum en general y de «Stage Fright» y «The W.S. Walcott Medicine Show» en particular. Sin embargo, Albert Goldman de The New York Times definió al grupo como «The Bland», usando un juego de palabras con el nombre del grupo y el adjetivo inglés bland, que significa «templado».
William Ruhlman de Allmusic comparó el sonido del álbum con el de Music from Big Pink y The Band al emplear «los mismos densos arreglos, con una mezcla de un profundo trasfondo formado por el batería Levon Helm y el bajista Rick Danko, el penetrante trabajo de la guitarra de Robbie Robertson, y el trabajo variado de Richard Manuel al teclado y de Garth Hudson al órgano». Ruhlman concluyó diciendo: «Stage Fright parecía ser la respuesta alarmada del grupo, lo que lo convirtió en su confesión más abierta. Era ciertamente diferente de su anterior trabajo, que había tendido hacia canciones históricas en sus comienzos, pero fue apenas menos convincente por eso». Por otra parte, Robert Christgau escribió: «Las melodías son tan brillantes y valientes, y los músicos arriman el hombro con tanta voluntad, que elas banalidades cosméticas de la primera cara [del disco] parecen fuera de lugar en un camino que Delaney & Bonnie, por ejemplo, nunca siguen. Y si la configuración es demasiado compleja para lo que sabe Robbie Robertson, el grupo está demasiado desenfocados para lo que no sabe, ya que los agarres político-filosóficos en la cara B lo hacen dolorosamente claro».
A pesar del decreciente interés de la prensa musical en el grupo, Stage Fright se convirtió en el mayor éxito comercial de The Band: alcanzó el puesto cinco en la lista estadounidense Billboard 200 y la posición quince en la lista británica UK Albums Chart, y entró por primera vez en las listas de discos más vendidos en países europeos como Noruega y Países Bajos. Por otra parte, el primer sencillo promocional de Stage Fright, «Time to Kill», alcanzó el puesto 77 en la lista Billboard Hot 100. No obstante, en algunas estaciones de radio de San Francisco sonó con mayor frecuencia una grabación pirata de baja calidad de «Don't Do It», una canción de Marvin Gaye que The Band versionaba frecuentemente en sus conciertos y que no figuró en el álbum. Apenas dos meses después de su publicación, RIAA certificó Stage Fright como disco de oro al superar el medio millón de copias vendidas.

## Reediciones
Capitol Records publicó Stage Fright por primera vez en formato de disco compacto en 1989 a nivel internacional. En 1994, DCC Compact Classics publicó una edición limitada en formato CD fabricado en oro de 24 quilates, con las mezclas de Todd Rundgren en lugar de las de Glyn Johns. En 2000, Capitol remasterizó y reeditó el álbum junto al resto del catálogo musical del grupo, en una edición con varios temas extra que Robbie Robertson supervisó personalmente. En 2008, la discográfica Caroline Records publicó una edición limitada en formato CD en carpeta de cartón.

## Lista de canciones
Todas las canciones escritas y compuestas por Robbie Robertson excepto donde se anota. 
| Cara A |                             |                                  |          |  |
| N.º    | Título                      | Escritor(es)                     | Duración |  |
| 1.     | «Strawberry Wine»           | Levon Helm, Robbie Robertson     | 2:34     |  |
| 2.     | «Sleeping»                  | Richard Manuel, Robbie Robertson | 3:10     |  |
| 3.     | «Time to Kill»              |                                  | 3:24     |  |
| 4.     | «Just Another Whistle Stop» | Richard Manuel, Robbie Robertson | 3:48     |  |
| 5.     | «All La Glory»              |                                  | 3:31     |  |

| Cara B |                                  |              |          |  |
| N.º    | Título                           | Escritor(es) | Duración |  |
| 1.     | «The Shape I'm In»               |              | 3:58     |  |
| 2.     | «The W.S. Walcott Medicine Show» |              | 2:58     |  |
| 3.     | «Daniel and the Sacred Harp»     |              | 4:06     |  |
| 4.     | «Stage Fright»                   |              | 3:40     |  |
| 5.     | «The Rumor»                      |              | 4:13     |  |

| Temas extra (reedición de 2000) |                                                       |              |          |  |
| N.º                             | Título                                                | Escritor(es) | Duración |  |
| 11.                             | «Daniel and the Sacred Harp» (Toma alternativa)       |              | 5:01     |  |
| 12.                             | «Time to Kill» (Mezcla alternativa)                   |              | 3:26     |  |
| 13.                             | «The W.S. Walcott Medicine Show» (Mezcla alternativa) |              | 3:05     |  |
| 14.                             | «Radio Commercial»                                    |              | 1:05     |  |

## Personal
| The Band - Rick Danko: bajo, violín y voz - Levon Helm: batería, percusión, guitarra y voz - Garth Hudson: órgano, piano, acordeón y saxofón tenor - Richard Manuel: piano, órgano, batería, clavinet y voz - Robbie Robertson: guitarras | Personal técnico - Todd Rundgren: ingeniero de sonido - Glyn Johns: ingeniero de sonido - John Simon: saxofón barítono en «The W.S. Walcott Medicine Show» |

## Posición en listas
| País           | Lista                  | Posición |
| -------------- | ---------------------- | -------- |
| Canadá         | RPM Albums Chart       | 6        |
| Estados Unidos | Billboard 200          | 5        |
| Noruega        | Norwegian Albums Chart | 9        |
| Países Bajos   | Dutch Albums Chart     | 5        |
| Reino Unido    | UK Albums Chart        | 15       |

| Sencillo           | País           | Lista             | Posición |
| ------------------ | -------------- | ----------------- | -------- |
| «Time to Kill»     | Estados Unidos | Billboard Hot 100 | 25       |
| «Time to Kill»     | Canadá         | RPM Singles Chart | 45       |
| «Time to Kill»     | Estados Unidos | Billboard Hot 100 | 77       |
| «Time to Kill»     | Países Bajos   | Dutch Top 40      | 13       |
| «The Shape I'm In» | Estados Unidos | Billboard Hot 100 | 121      |

## Certificaciones
| País           | Organismo certificador | Certificación | Ventas certificadas | Ref.  |
| -------------- | ---------------------- | ------------- | ------------------- | ----- |
| Estados Unidos | RIAA                   | Oro           | 500 000             | [ 2 ] |